# Kembang (Banjarejo)
Kembang is een bestuurslaag in het regentschap Blora van de provincie Midden-Java, Indonesië. Kembang telt 1207 inwoners (volkstelling 2010).